# The Canadian Encyclopedia
The Canadian Encyclopedia, także L’Encyclopédie canadienne – kanadyjska encyklopedia specjalizująca się w tematyce historii i kultury Kanady, wydawana przez fundację Historica Canada. 
Wydana po raz pierwszy w 1985 roku, od 2013 roku publikowana jako bezpłatna, dwujęzyczna encyklopedia internetowa. Współcześnie obejmuje ponad 19,5 tys. haseł dostępnych w wersji angielskiej i francuskiej (stan na 2021 rok).

## Historia
Pierwsze wydanie encyklopedii ukazało się w 1985 roku i obejmowało ponad 9 tys. haseł napisanych przez ponad 2500 autorów i wydanych w trzech tomach . Nakład wynosił 154 tys. egzemplarzy, lecz wobec wielkiego zainteresowania odbiorców został zwiększony do 463 tys.  Była to pierwsza kanadyjska encyklopedia specjalizująca się w specjalizująca się w tematyce historii i kultury Kanady . Jej pierwszym wydawcą był Mel Hurtig (1932–2016), a głównym redaktorem James Marsh . Drugie wydanie ukazało się w 1998 roku, a w roku 2000 wydano pięciotomową Junior Encyclopedia .
W 1991 roku wydawcą encyklopedii zostało wydawnictwo McClelland & Stewart, które w 1999 roku przekazało prawa do encyklopedii organizacji Historica Foundation (poprzedniczce obecnej Historica Canada) . 
W 1995 roku encyklopedia została udostępniona na płycie CD-ROM . 
W 2001 roku encyklopedia została udostępniona w wersji internetowej . W 2003 roku wchłonęła The Encyclopedia of Music in Canada, zyskując 3 tys. nowych haseł i 500 ilustracji . Od 2013 roku encyklopedia dostępna jest wyłącznie w wersji online .
Współcześnie encyklopedia obejmuje ponad 19,5 tys. haseł dostępnych w wersji angielskiej i francuskiej (stan na 2021 rok), a jej hasła on-line czyta ponad 11 milionów czytelników rocznie . Encyklopedia rozwijana jest przez ponad 5000 autorów, do których należą m.in. David Suzuki, Margaret Atwood, Piers Handling czy Daniel Latouche . 
Ponadto encyklopedia oferuje ponad 30 tys. elementów multimedialnych (ilustracji, map, gier, itp.), centrum kształcenia dla nauczycieli i rodziców z materiałami do prowadzenia lekcji i przewodnikami tematycznymi .